# Situazioni particolari Vol. 2
Situazioni particolari Vol. 2 è il secondo album discografico di Ignazio Scassillo, pubblicato nel 2004.

## Tracce
1. Joe
2. Fatti Strani
3. Blue Mood
4. Fatti Strani (2)
5. Moon Ez
6. Piccolo Libertango
7. Strane Storie
8. Strane Storie (2)
9. Strane Storie (3)
10. Strane Storie (4)
11. Strane Storie (5)
12. Strane Storie (6)
13. Strane Storie (7)
14. Clown
15. Sunday Live Studio
16. Wave Jazz Standard